# Grand Prix ISU di pattinaggio di figura 2012-2013
Il Grand Prix ISU di pattinaggio di figura 2012-2013 è stato la 18ª edizione della competizione. È iniziato il 19 ottobre 2012 e si è concluso l'8 dicembre 2012, con la finale disputata a Soči, in Russia.

## Calendario
| Gara | Nome dell'evento           | Sede     | Date                  |
| ---- | -------------------------- | -------- | --------------------- |
| 1    | Skate America              | Kent     | 19 - 21 ottobre 2012  |
| 2    | Skate Canada International | Windsor  | 26 - 28 ottobre 2012  |
| 3    | Cup of China               | Shanghai | 2 - 4 novembre 2012   |
| 4    | Cup of Russia              | Mosca    | 9 - 11 novembre 2012  |
| 5    | Trofeo Eric Bompard        | Parigi   | 16 - 18 novembre 2012 |
| 6    | Trofeo NHK                 | Sendai   | 23 - 25 novembre 2012 |
| 7    | Grand Prix Final           | Soči     | 6 - 9 dicembre 2012   |

## Risultati

### Singolo maschile

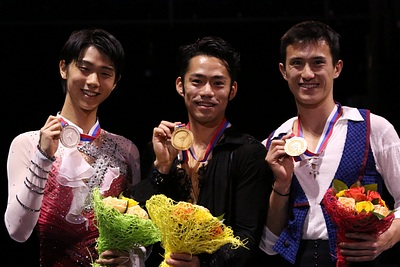
Il podio. Da sinistra: Yuzuru Hanyū, argento, Daisuke Takahashi, oro, e Patrick Chan, bronzo.

| Evento                     | Oro              | Argento           | Bronzo          |
| Skate America              | Takahiko Kozuka  | Yuzuru Hanyū      | Tatsuki Machida |
| Skate Canada International | Javier Fernández | Patrick Chan      | Nobunari Oda    |
| Cup of China               | Tatsuki Machida  | Daisuke Takahashi | Sergej Voronov  |
| Cup of Russia              | Patrick Chan     | Takahiko Kozuka   | Michal Březina  |
| Trofeo Eric Bompard        | Takahito Mura    | Jeremy Abbott     | Florent Amodio  |
| Trofeo NHK                 | Yuzuru Hanyū     | Daisuke Takahashi | Ross Miner      |

### Singolo femminile

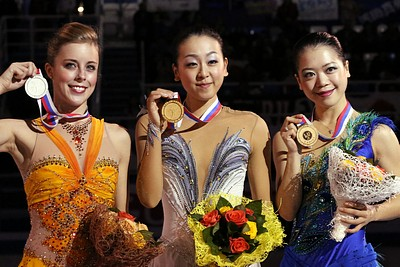
Il podio. Da sinistra: Ashley Wagner, argento, Mao Asada, oro, e Akiko Suzuki, bronzo.

| Evento                     | Oro            | Argento               | Bronzo            |
| Skate America              | Ashley Wagner  | Christina Gao         | Adelina Sotnikova |
| Skate Canada International | Kaetlyn Osmond | Akiko Suzuki          | Kanako Murakami   |
| Cup of China               | Mao Asada      | Julija Lipnickaja     | Kiira Korpi       |
| Cup of Russia              | Kiira Korpi    | Gracie Gold           | Agnes Zawadzki    |
| Trofeo Eric Bompard        | Ashley Wagner  | Elizaveta Tuktamyševa | Julija Lipnickaja |
| Trofeo NHK                 | Mao Asada      | Akiko Suzuki          | Mirai Nagasu      |

### Coppie
| Evento                     | Oro                                  | Argento                                 | Bronzo                           |
| Skate America              | Tat'jana Volosožar / Maksim Tran'kov | Pang Qing / Tong Jian                   | Caydee Denney / John Coughlin    |
| Skate Canada International | Aliona Savchenko / Robin Szolkowy    | Meagan Duhamel / Eric Radford           | Stefania Berton / Ondřej Hotárek |
| Cup of China               | Pang Qing / Tong Jian                | Juko Kavaguti / Aleksandr Smirnov       | Ksenija Stolbova / Fëdor Klimov  |
| Cup of Russia              | Tat'jana Volosožar / Maksim Tran'kov | Vera Bazarova / Jurij Larionov          | Caydee Denney / John Coughlin    |
| Trofeo Eric Bompard        | Juko Kavaguti / Aleksandr Smirnov    | Meagan Duhamel / Eric Radford           | Stefania Berton / Ondřej Hotárek |
| Trofeo NHK                 | Vera Bazarova / Jurij Larionov       | Kirsten Moore-Towers / Dylan Moscovitch | Marissa Castelli / Simon Shnapir |

### Danza sul ghiaccio
| Evento                     | Oro                                | Argento                              | Bronzo                               |
| Skate America              | Meryl Davis / Charlie White        | Ekaterina Bobrova / Dmitrij Solov'ëv | Kaitlyn Weaver / Andrew Poje         |
| Skate Canada International | Tessa Virtue / Scott Moir          | Anna Cappellini / Luca Lanotte       | Ekaterina Rjazanova / Il'ja Tkačenko |
| Cup of China               | Nathalie Péchalat / Fabian Bourzat | Ekaterina Bobrova / Dmitrij Solov'ëv | Kaitlyn Weaver / Andrew Poje         |
| Cup of Russia              | Tessa Virtue / Scott Moir          | Elena Il'inych / Nikita Kacalapov    | Viktorija Sinicina / Ruslan Žiganšin |
| Trofeo Eric Bompard        | Nathalie Péchalat / Fabian Bourzat | Anna Cappellini / Luca Lanotte       | Ekaterina Rjazanova / Il'ja Tkačenko |
| Trofeo NHK                 | Meryl Davis / Charlie White        | Elena Il'inych / Nikita Kacalapov    | Maia Shibutani / Alex Shibutani      |

## Finale
Alla finale sono stati ammessi i primi sei classificati di ogni specialità.

### Singolo maschile
| Pos. | Nome              | Nazione  | Totale | PC    | PL     |
| ---- | ----------------- | -------- | ------ | ----- | ------ |
| 1    | Daisuke Takahashi | Giappone | 269,40 | 92,29 | 177,11 |
| 2    | Yuzuru Hanyū      | Giappone | 264,29 | 87,17 | 177,12 |
| 3    | Patrick Chan      | Canada   | 258,66 | 89,27 | 169,39 |
| 4    | Javier Fernández  | Spagna   | 258,62 | 80,19 | 178,43 |
| 5    | Takahiko Kozuka   | Giappone | 253,27 | 86,39 | 166,88 |
| 6    | Tatsuki Machida   | Giappone | 198,63 | 70,58 | 128,05 |

### Singolo femminile
| Pos. | Nome                  | Nazione     | Totale | PC    | PL     |
| ---- | --------------------- | ----------- | ------ | ----- | ------ |
| 1    | Mao Asada             | Giappone    | 196,80 | 66,96 | 129,84 |
| 2    | Ashley Wagner         | Stati Uniti | 181,93 | 66,44 | 115,49 |
| 3    | Akiko Suzuki          | Giappone    | 180,77 | 65,00 | 115,77 |
| 4    | Kiira Korpi           | Finlandia   | 174,94 | 63,42 | 111,52 |
| 5    | Elizaveta Tuktamyševa | Russia      | 173,75 | 56,61 | 117,14 |
| 6    | Christina Gao         | Stati Uniti | 154,54 | 48,56 | 105,98 |

### Coppie
| Pos. | Nome                                    | Nazione | Totale | PC    | PL     |
| ---- | --------------------------------------- | ------- | ------ | ----- | ------ |
| 1    | Tat'jana Volosožar / Maksim Tran'kov    | Russia  | 204,55 | 73,46 | 131,09 |
| 2    | Vera Bazarova / Jurij Larionov          | Russia  | 201,60 | 70,14 | 131,46 |
| 3    | Pang Qing / Tong Jian                   | Cina    | 192,81 | 64,74 | 128,07 |
| 4    | Meagan Duhamel / Eric Radford           | Canada  | 187,09 | 64,20 | 122,89 |
| 5    | Kirsten Moore-Towers / Dylan Moscovitch | Canada  | 180,45 | 60,95 | 119,50 |
| 6    | Juko Kavaguti / Aleksandr Smirnov       | Russia  | 178,72 | 58,02 | 120,70 |

### Danza sul ghiaccio
| Pos. | Nome                                 | Nazione     | Totale | PC    | PL     |
| ---- | ------------------------------------ | ----------- | ------ | ----- | ------ |
| 1    | Meryl Davis / Charlie White          | Stati Uniti | 183,39 | 73,20 | 110,19 |
| 2    | Tessa Virtue / Scott Moir            | Canada      | 179,83 | 71,27 | 108,56 |
| 3    | Nathalie Péchalat / Fabian Bourzat   | Francia     | 170,18 | 68,70 | 101,48 |
| 4    | Anna Cappellini / Luca Lanotte       | Italia      | 165,64 | 66,11 | 99,53  |
| 5    | Ekaterina Bobrova / Dmitrij Solov'ëv | Russia      | 158,09 | 66,23 | 91,86  |
| 6    | Elena Il'inych / Nikita Kacalapov    | Russia      | 156,36 | 63,56 | 92,80  |